# Cima Baban
La Cima Baban è una montagna delle Alpi Liguri alta 2.102 m.

## Toponimo
Il nome della cima, come quello del vicino Passo di Baban e della Testa di Baban e come altri toponimi del basso Piemonte e della Liguria occidentale, è probabilmente legato alla cacciata dei saraceni. Nella parlata della Liguria occidentale infatti con il termine baban si indica l'uomo nero, e come la parola babau viene usato per intimorire i bambini.

## Descrizione

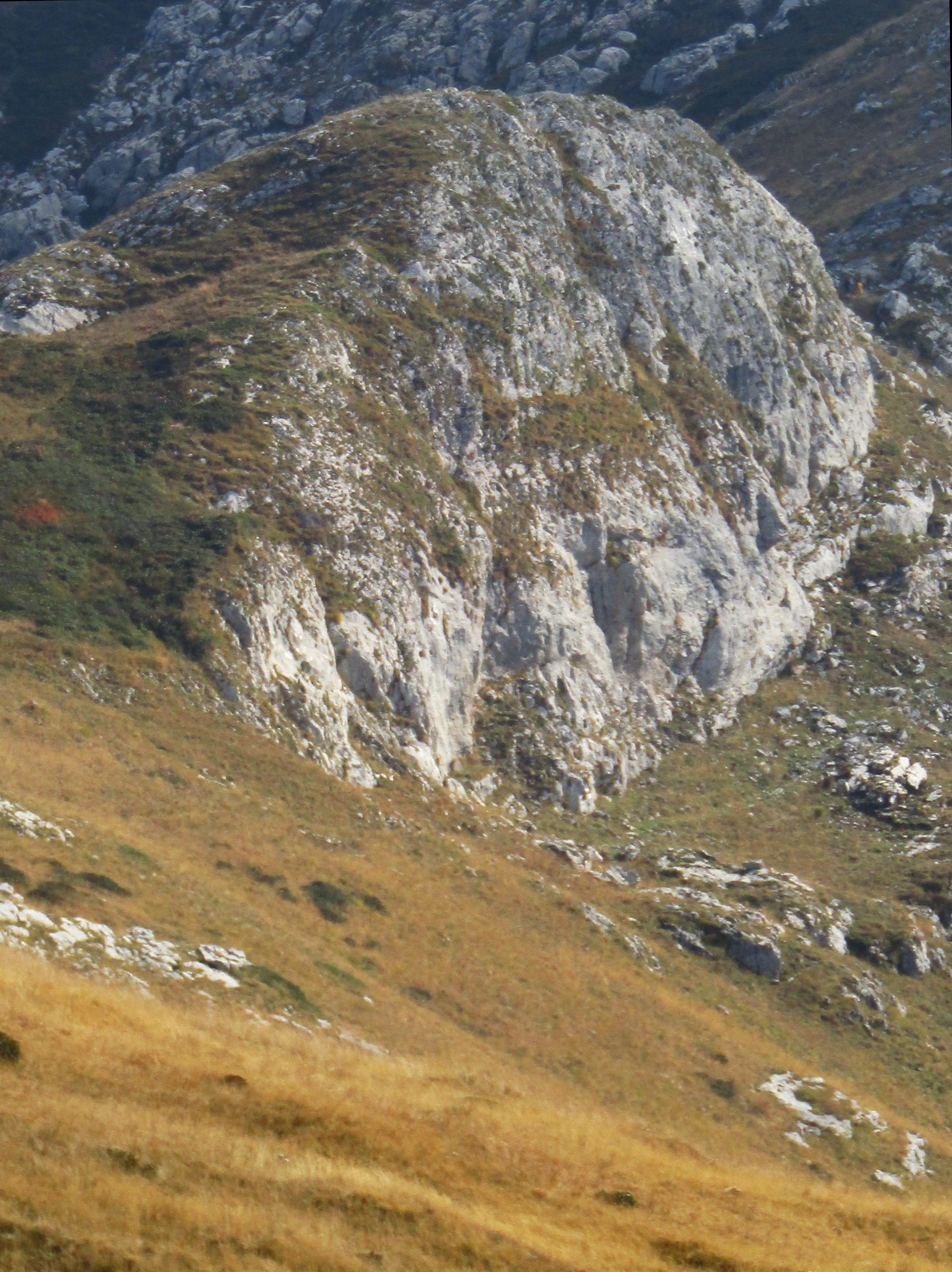
Vista da nord

La montagna sui trova sulla costiera che divide la Valle Vermenagna dalla Valle Pesio. Verso sud il crinale, dopo una insellatura, risale al Monte Jurin, mentre a nord lo spartiacque si allarga in ampi dossi prativi in direzione delle punte Melasso e Mirauda. La cima Baban è caratterizzata da ripide pareti rocciose e si innalza sul crinale ricordando, se vista dalla Val Pesio, la forma di un ometto.

## Geologia
Della Cima Baban sono state studiate dai geologi le stratificazioni di flysch, riconducibili al dominio brianzonese.

## Accesso alla vetta
La cima del Cima Baban può essere raggiunta con una breve digressione dal sentiero che collega il Passo del Duca con la Colla Vaccarile, tenendosi nei pressi del crinale Pesio/Vermenagna. Si tratta di un itinerario di difficoltà escursionistica E. 

### Punti di appoggio
- Rifugio del Pian delle Gorre (1.032 m).

## Tutela naturalistica
Il versante della montagna affacciato verso la Val Pesio rientra nell'area del Parco naturale del Marguareis.